# Javier Quiñones
Javier Quiñones es un profesor y escritor español.

## Biografía
Nacido en 1954 en Burgos, vive en Barcelona desde 1973. Es profesor español de literatura , lengua castellana y cultura y valores éticos en un instituto de Barcelona, el Fort Pius. Ha publicado numerosos artículos en revistas especializadas. Es autor de las siguientes obras literarias: 
Arana, 2021
- El hijo del guarda. Una elegía de la Guerra Civil en Sierra de Gata 2015
- Max Aub, novela 2007
- El final del sueño 2002
- Nada que no seas tú 1999
- Años triunfales. Prisión y muerte de Julián Besteiro 1998
- De ahora en adelante 1995
- De libertad tendidas mis banderas 1993

Ha editado también las siguientes obras:
- Max Aub: Todo es vida. Elogios y alabanzas 2009
- VV.AA.: Solo una larga espera. Cuentos del exilio republicano español 2006
- Max Aub: Aforismos en el laberinto 2003
- Max Aub: Enero sin nombre. Los relatos completos del laberinto mágico 1995